# Jesús Ávila de Grado
Jesús Àvila de Grau (Madrid, 25 de desembre de 1945) és un biòleg i científic espanyol, acadèmic de la Reial Acadèmia de Ciències Exactes, Físiques i Naturals

## Biografia
El 1967 es va llicenciar en Ciències Químiques per la Universitat Complutense de Madrid, doctorant-se el 1971. De 1972 a 1975 va realitzar una estada postdoctoral en els Instituts Nacionals de Salud (NIH) de Maryland estudiant la transformació cel·lular a causa del virus SV40. De tornada s'incorpora com a investigador al Centre de Biologia Molecular Severo Ochoa (CSIC-UAM) de Madrid, del que ha estat el seu Director el 1984-1986 i el 2002-2004. Hi ha estudiat la interacció ADN-proteïna en cèl·lules eucariotes, així com l'estructura dels microtúbuls i la seva interacció amb altres estructures subcel·lulars.
El seu treball se centra en l'estudi dels processos neurodegeneratius el paradigma de la qual pot ser la malaltia d'Alzheimer. N'ha publicat més de 400 articles i és membre del consell editor de les revistes Journal of Alzheimer’s Disease, FEBS Letters, Journal of Biological Chemistry, EMBO Journal o Frontiers in Neuroscience.
Ha estat president de la Societat Espanyola de Bioquímica i Biologia Molecular de 2000 a 2004. És president de la Fundació Atàxia i director científic del Centre de Recerca Biomèdica en Xarxa de Malalties Neurodegeneratives (Ciberned). En 2003 fou escollit acadèmic de la Reial Acadèmia de Ciències Exactes, Físiques i Naturals, i hi ingressà el 2004 amb el discurs Cómo determina el citoesqueleto la forma de una neurona.

## Premis
- 1996 premi de la Reial Acadèmia de Ciències Exactes, Físiques i Naturals.
- 1997 Medalla de la Universitat de Hèlsinki.
- 1998 Premi de la Fundació Carmen y Severo Ochoa.
- 2000 Medalla de la Comunitat de Madrid.
- 2000 Premi de la CAM a Grups de recerca d'Excel·lència (Biomedicina), en col·laboració amb el Prof. Valdivieso.
- 2002 Premi de recerca biomèdica preclínica Fundació Lilly.
- 2004 Premi Nacional d'Investigació Santiago Ramón y Cajal per morfologia i funcionalitat de les neurones, processos neurovegetatius com la malaltia d'Alzheimer.
- 2010 Premi Eladio Viñuela d'Investigació en Ciències de la Vida